# Wajid
Wajid (somali Waajid) és un poble de la regió de Bakool a Somàlia, capital de districte. Està situada a 302 kilòmetres al nord-oest de Mogadiscio, a 78 kilòmetres al sud-oest de la capital regional Xuddur, i a 69 kilòmetres al sud-est de la frontera amb Etiòpia. El districte tenia 36.995 habitants (2004)
El districte és una àrea rural de clima àrid o semi àrid; la majoria de la població viu de la ramaderia i de les collites, especialment la melca
Des del 2006, Wajid ha estat greument afectada per l'escassetat i el conflicte unit a la sequera i males collites han produït manca d'aliments
El juliol del 2006, Wajid fou ocupat per forces etíops als inicis de la intervenció d'Etiòpia a Somàlia. L'agost del 2008, forces dels Mujahideen Youth Movement es van enfrontar a la milícia local i la ciutat sembla estar ara en mans dels islamistes. L'agost del 2008 es va informar que el percentatge de malnutrició al districte de Wajid era dels més alts de Somàlia